# Sericophanes ocellatus
Sericophanes ocellatus är en insektsart som beskrevs av Reuter 1876. Sericophanes ocellatus ingår i släktet Sericophanes och familjen ängsskinnbaggar. Inga underarter finns listade i Catalogue of Life.